# Габир
Га́бир (болг. Габър) — село в Бургаській області Болгарії. Входить до складу громади Созопол.

## Населення
За даними перепису населення 2011 року у селі проживали 275 осіб.
Національний склад населення села:
| Національність   | Кількість осіб | Відсоток |
| ---------------- | -------------- | -------- |
| цигани           | 140            | 51,1%    |
| болгари          | 134            | 48,9%    |
| турки            | 0              | 0%       |
| інша             | 0              | 0%       |
| не визначились   | 0              | 0%       |
| Всього відповіли | 274            |          |

Розподіл населення за віком у 2011 році:
Динаміка населення: